# سیارک ۱۹۶۳۸
سیارک ۱۹۶۳۸ (به انگلیسی: 19638 Johngenereid، نامگذاری:1999RH57) نوزده هزار و ششصد و سی و هشتمین سیارک کشف شده‌است که در ۷ سپتامبر ۱۹۹۹ کشف شد.
قدر مطلق سیارک برابر ۱۷.۸ است.